# Virtueel analoge synthesizer
Virtueel analoog of VA is een bepaalde type synthesizer dat oude analoge synthesizers nabootst op basis van in DSP's berekende oscillatoren (zie ook DCO), filters en dergelijke. VA verschilt daarin van bijvoorbeeld samplers, PCM- of FM-synthesizers.

## Geschiedenis
De virtueel analoge synthesizer kwam na de uitvinding van de fysische modellering in de late jaren 1980 en kende in de jaren 1990 een grote stijging. Eerst als hardware-oplossingen, daarna vanaf ongeveer 1997 puur softwarematig. Enkele bekende synthesizers van deze soort zijn de Nord Lead van Clavia, de AN1x van Yamaha en de JP-8000 van Roland. Maar ook bedrijven als Waldorf, Novation, en Oberheim produceerden virtueel analoge-synthesizers.
In de loop der jaren zijn VA-synthesizers steeds uitgebreider geworden. De Nord Modular is een complete virtuele modulaire synthesizer waarmee als bouwpakket synthesizers naar keuze gebouwd kunnen worden. Fabrikanten bouwden meer stemmen, meer effecten en meer golfvormen in en zorgden voor een betere integratie met software en sequencerpakketten. Elk apparaat heeft weer andere klankmogelijkheden en golfvormen ingebouwd, maar de basisopbouw van de virtueel en echte analoge synthesizers is grofweg hetzelfde.

## Vergelijking
In vergelijking met analoge synthesizers kan worden gesteld dat bij het geluid een verlies kan ontstaan, aangezien de resolutie (gemeten in kilohertz voor frequentierepresentatie en stukjes van de amplitude) de nauwkeurigheid van het berekeningsproces bepaalt, is het geluid alleen bij zeer hoge resoluties realistisch. Bovendien zijn de eigenschappen van analoge synthesizers te onvoorspelbaar, zoals een karakterfout in het geluid, en niet herhaalbaar. Hierdoor klinkt het geluid van virtuele analoge synthesizer "steriel" in een poging het origineel te reproduceren.
In moderne virtueel analoge synthesizers kan deze geluidsafwijking worden toegevoegd, zodat op deze manier de klankeigenschappen nog beter worden geëmuleerd.

## Voor- en nadelen
Voor- en nadelen van VA-synthese zijn:
Voordelen
- lagere productiekosten in vergelijking met analoge schakelingen,
- stabiliteit van de syntheseparameters,
- laag uitvalpercentage.

Nadelen
- mogelijk optreden van aliasing,
- kunstmatigheid geluid aangeduid als steriel of koud,
- voorspelbaar effect.

## Voorbeelden
Bekende virtueel analoge-synthesizers zijn:
- Access Virus (A, B, C, Ti)
- Alesis Ion, Micron, en Fusion
- Arturia Origin
- Clavia Nord Lead (1, 2, 3), en de Nord Modular
- Dave Smith Instruments Prophet 12
- Korg MS2000, Prophecy, RADIAS, en de Z1
- Novation Super-, Ultra-, Mini-Nova, A-, K-, S-station, en de KS-series
- Oberheim OB-12
- Roland JP 8000/8080
- Waldorf Q, Q+, en MicroQ
- Yamaha AN1x

FM · 
Wavetable · 
Additief · 
Subtractief · 
Phase Distortion · 
Fasemodulatie · 
Physical modelling · 
Virtueel analoog · 
Formant · 
Sample-gebaseerd · 
Granulair